# Luzk

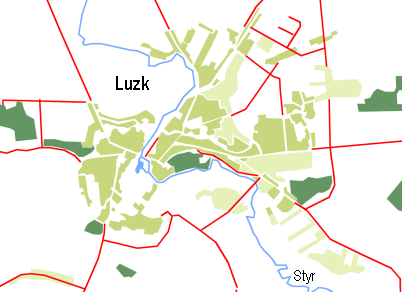
Stadtplan

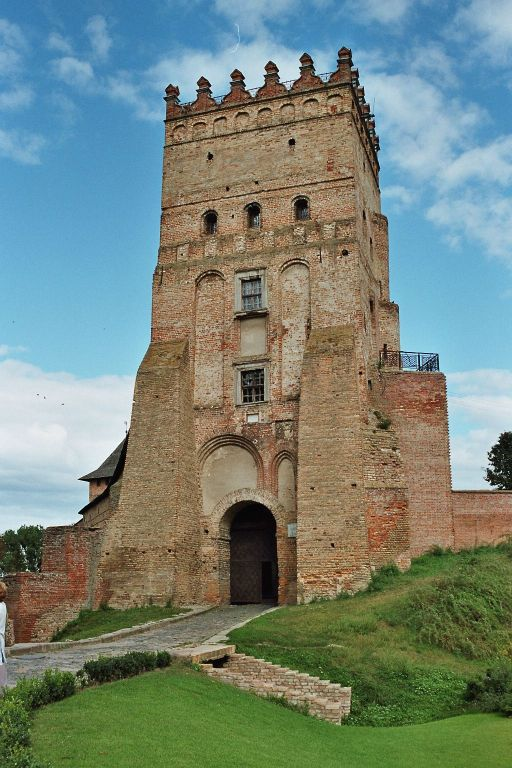
Burgturm

Luzk (ukrainisch Луцьк; russisch Луцк, polnisch Łuck; historisch Lutschesk) ist eine Stadt in der nordwestlichen Ukraine. Die am Fluss Styr gelegene Großstadt mit über 210.000 Einwohnern ist das Zentrum der Oblast Wolyn und deren Hauptstadt, war aber bis Juli 2020 nicht Bestandteil des gleichnamigen Rajons Luzk.

## Name
Die Herkunft des Namens ist unklar.
Hinsichtlich der Etymologie existieren verschiedene Vermutungen:
- der Name stammt von dem altslawischen Wort luka ab (Mäander (Flussschlinge) eines Flusses),
- der Ort ist nach Luka benannt, einem Anführer des ostslawischen Stamms der Duleben,
- der Name leitet sich von einem Stamm der Lutschanen her (die allerdings nur im westlichen Böhmen erwähnt sind).

## Geschichte

### Kiewer Rus
Die Burg wurde erstmals im Jahr 1085 in der Hypatioschronik als Lutschesk erwähnt und befand sich im Fürstentum Wolhynien.
Die Siedlung entstand um eine aus Holz errichtete Festung eines lokalen Zweigs der Rurikiden. Seit 1154 war sie Mittelpunkt eines eigenen Fürstentums.
Im Mongolensturm 1240 wurde sie von den Mongolen erobert, die aber die Festung nicht zerstörten.

### Königreich (Fürstentum) Halytsch-Wolodymyr
Seit 1288 war die Stadt Sitz der orthodoxen Bischöfe von Luzk.
1321 starb mit Georg (Juri), Sohn des Lew I., der letzte Adlige der Gründungslinie in der Schlacht am Irpen gegen Gediminas, Großfürst von Litauen. Dieser verleibte Festung und Stadt seinem Reich ein. 1340 wurde mit dem Bau der Liubartas-Burg begonnen. 1349 wurde die Stadt von Truppen des polnischen Königs Kasimir des Großen für kurze Zeit erobert, sie fiel aber bereits kurze Zeit später wieder an das Fürstentum Halytsch-Wolodymyr.

### Großfürstentum Litauen
Unter den Litauern erfuhr die Stadt einen wirtschaftlichen und kulturellen Aufschwung. Fürst Witold warb Kolonisten für Luzk an (überwiegend Juden, Tataren, Armenier und Karaimen).
1428 wurde das römisch-katholische Bistum Luzk errichtet.
1429 fand auf Einladung des polnischen Königs Władysław II. Jagiełło und Vytautas, des Großfürsten von Litauen, in der Stadt eine Versammlung europäischer Herrscher statt, welche die vom Osmanischen Reich ausgehende Bedrohung zum Thema hatte. Unter den Eingeladenen befanden sich der deutsche Kaiser Sigismund, der russische Großfürst Wassili II., der dänische König Erich von Pommern, der Großmeister des Schwertbrüderordens Zisse von Rutenberg, der pommersche Herzog Kasimir V., Dan III., Herrscher der Walachei, zwei tatarische Chane und weitere deutsche Fürsten.

### Fürstentum Wolodymyr, Großfürstentum Litauen
Nach dem Tod von Švitrigaila, dem jüngsten Bruder Władysław Jagiełłos, im Jahr 1452 wurde Wolhynien ein Lehnswesen des Großfürstentums Litauen. Die Stadt wurde Sitz eines Woiwoden, dessen Nachfolger sich später Marschalle des Landes Wolhynien nannten. Im gleichen Jahr erhielt Łuck das Magdeburger Stadtrecht.
Ende des 15. Jahrhunderts besaß die Stadt 19 orthodoxe und zwei römisch-katholische Kirchen. Daher trug sie damals auch den Spitznamen Wolhynisches Rom.

### Königreich Polen
1569 kam Łuck nach der Union von Lublin unter direkte polnische Herrschaft und wurde Hauptstadt der Woiwodschaft Wolhynien und des Łucker Powiats. 1596 trat der orthodoxe Bischof Kyrill Terlecki mit der Eparchie Łuck zur neuen unierten griechisch-katholischen Kirche bei.
Die orthodoxe Bruderschaft der Stadt vertrat seit 1617 als einzige die Interessen der Orthodoxie. Sie betrieb ein Hospital, eine Schule und eine Druckerei.
Das Brigittenkloster wurde 1624 gegründet.
Mitte des 17. Jahrhunderts war die Stadt auf etwa 50.000 Einwohner angewachsen. Beim Kosaken-Aufstand unter Bohdan Chmelnyzkyj wurde sie 1648 von Truppen des Obersten Kolodko geplündert und teilweise niedergebrannt. Hierbei wurden knapp 4.000 Menschen getötet, etwa 35.000 flohen. Von diesem Ereignis hat sich der Ort lange nicht erholen können.
1781 zerstörte ein Feuer 440 Häuser, beide Kathedralen und zahlreiche weitere Kirchen.

### Russisches Kaiserreich

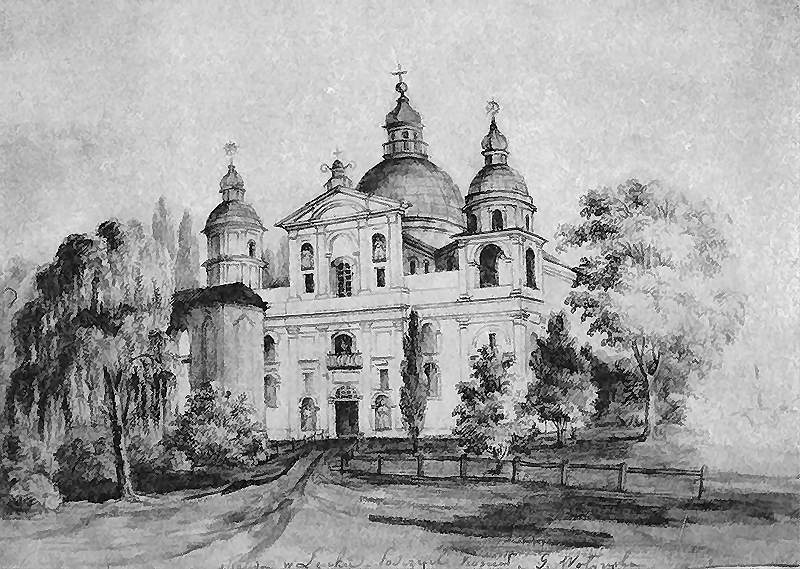
Katholische Kathedrale im 19. Jahrhundert

Im Zuge der Dritten Teilung Polens wurde Luzk 1795 von Russland annektiert. Die Woiwodschaft wurde aufgelöst. Luzk war nicht mehr Provinzhauptstadt, sondern wurde dem Gouvernement Wolhynien zugeordnet und von Schytomyr aus verwaltet. In Luzk verblieb die Kreisverwaltung. Nach dem Novemberaufstand von 1830/1831 wurden die Russifizierungsbemühungen in der Stadt verstärkt, wodurch Russisch das Polnische als dominierende Verkehrssprache ablöste. Griechisch-katholische Kirchen wurden in russisch-orthodoxe umgewandelt. 1845 ereignete sich in der Stadt erneut ein Großbrand, der Abwanderungen zur Folge hatte.
1850 wurden drei große Festungen um Luzk gebaut und die Stadt wurde in Michailogorod umbenannt. Bei der ersten gesamtrussischen Volkszählung von 1897 wurde eine Einwohnerzahl von 15.804 festgestellt.

### Erster Weltkrieg
Während des Ersten Weltkrieges wurde die Stadt im Feldzug nach Rowno am 29. August 1915 von der österreichisch-ungarischen Armee besetzt, wobei es zu leichten Zerstörungen kam. In der darauf folgenden russischen Gegenoffensive musste die Stadt am 23. September wieder geräumt, konnte aber nach drei Tagen erneut besetzt werden. In der einjährigen Besatzungszeit hatte die 4. Armee unter dem Erzherzog Joseph Ferdinand hier ihr Hauptquartier. Aufgrund von Problemen bei der Nahrungsmittelversorgung brach in dieser Zeit eine Typhusepidemie aus.
Am 7. Juni 1916 wurde Luzk im Verlauf der Brussilow-Offensive nach einem dreitägigen Artilleriebombardement von der russischen Armee zurückerobert.

### Ukrainische Volksrepublik
In der Folge des Friedens von Brest-Litowsk wurde Luzk am 7. Februar 1918 von den Deutschen besetzt, die es am 22. Februar 1918 an die Truppen der Ukrainischen Volksrepublik unter Symon Petljura übergaben.

### Zweite Polnische Republik
Während des Polnisch-Sowjetischen Kriegs wurde Luzk am 5. Mai 1919 von polnischen Truppen unter General Aleksander Karnicki erobert.
Nach dem Friedensvertrag von Riga kam Luzk 1921 an die Zweite Polnische Republik und wurde erneut Hauptstadt einer Woiwodschaft Wolhynien. Der bereits seit 1890 bestehende Eisenbahnanschluss von Kiwerzi wurde um die Strecke nach Lemberg erweitert. Während der Zugehörigkeit zu Polen entwickelte sich die Industrie in der Stadt. Luzk wurde Garnison des 13. leichten Artillerieregiments.
Am 1. Januar 1939 lebten in Luzk 39.000 Einwohner, darunter 17.500 Juden und 13.500 Polen. Die Umgebung war dagegen mehrheitlich von Ukrainern bewohnt. So wohnten im Powiat 316.970 Einwohner, wovon 59 % Ukrainer, 19,5 % Polen und 14 % Juden waren. Weiterhin lebten dort etwa 23.000 Tschechen sowie Wolhyniendeutsche in 42 Kolonien.

### Ukrainische SSR
Im Zuge der sowjetischen Besetzung Ostpolens wurde Luzk im Herbst 1939 von der Roten Armee erobert und der Ukrainischen SSR angegliedert. Viele Fabriken wurden abgebaut (inklusive einer seit 1938 in Bau befindlichen Radiostation) und in die Sowjetunion transferiert. Etwa 10.000 Einwohner, überwiegend Polen, wurden in Lager deportiert oder vom NKWD inhaftiert.

### Deutsche Besatzung
Ende Juni 1941 – kurz nach Beginn des Deutsch-Sowjetischen Krieges – nahm die deutsche Wehrmacht Luzk ein. Siehe hierzu Panzerschlacht bei Dubno-Luzk-Riwne.
In der Burg fanden die Deutschen Opfer eines Massakers des NKWD vor. Daraufhin kam es zu einem ersten, von den Deutschen begünstigten Pogrom ukrainischer Nationalisten gegen die jüdischen Einwohner der Stadt. Am 2. Juli 1941 erschoss dann das Sonderkommando 4a der Einsatzgruppe C unter Führung von Paul Blobel und mit Tatbeteiligung eines Zuges Ordnungspolizei und eines Zuges Wehrmacht-Infanterie 1160 Juden. Die verbliebenen jüdischen Bewohner der Stadt wurden in ein Ghetto umgesiedelt und später beim in der Nähe der Stadt gelegenen Dorf Hirka Polonka ermordet. Alleine an den vier Tagen vom 20. bis 23. August 1942 wurden mehr als 17.000 Juden erschossen, später noch mehrere Tausend. Weniger als 150 jüdische Menschen konnten sich nach der Befreiung am 5. Februar 1944 retten. Organisiert wurde laut dem Historiker Dieter Pohl dieses „vermutlich größte Massaker des Jahres 1942“ vom Befehlshaber der Sicherheitspolizei und des SD (BdS) Karl Pütz. Diese Beschleunigung der Massenmorde in der zweiten Augusthälfte 1942 an der jüdischen Bevölkerung basierte auf dem Drängen von Reichskommissar Erich Koch, der den Nahrungsmittelverbrauch im besetzten Gebiet drastisch senken wollte, um die von der NS-Führung auferlegte enorme Erhöhung der Ablieferungskontingente an landwirtschaftlichen Produkten aus der Ukraine erfüllen zu können.
1943 und 1944 verübten ukrainische Nationalisten der OUN-UPA, zum Teil unter Beteiligung ukrainischer „Selbstschutzgruppen“, an der polnischen Bevölkerung der Westukraine Massaker, mit dem Ziel, diese Gebiete „ethnisch rein“ zu machen. Im Zuge dieser wurde der überwiegende Teil der polnischen Einwohner ermordet oder vertrieben (vgl. dazu auch Massaker von Wolhynien und Ostgalizien).

### Ukrainische SSR
Unter der 1944 wiedererrichteten sowjetischen Herrschaft wurde die Stadt zu einem Industriezentrum.

### Ukraine
Im Zuge des Zerfalls der Sowjetunion und der ukrainischen Unabhängigkeit wurde die Stadt 1991 Teil der Ukraine.

## Bevölkerung
| Jahr      | 1650   | 1897   | 1939   | 1979    | 1989    | 2001    | 2005    | 2011    | 2015    |
| --------- | ------ | ------ | ------ | ------- | ------- | ------- | ------- | ------- | ------- |
| Einwohner | 50,000 | 15.804 | 39,000 | 137.344 | 197.724 | 208.816 | 202.915 | 211.783 | 217.103 |

## Kultur und Sehenswürdigkeiten
Museen
- Regionalmuseum Wolhynien
- Lutsker Kunstmuseum
- Luzker Bruderschaft Museum

- Korsakiw-Museum für moderne ukrainische Kunst

Sakralbauten

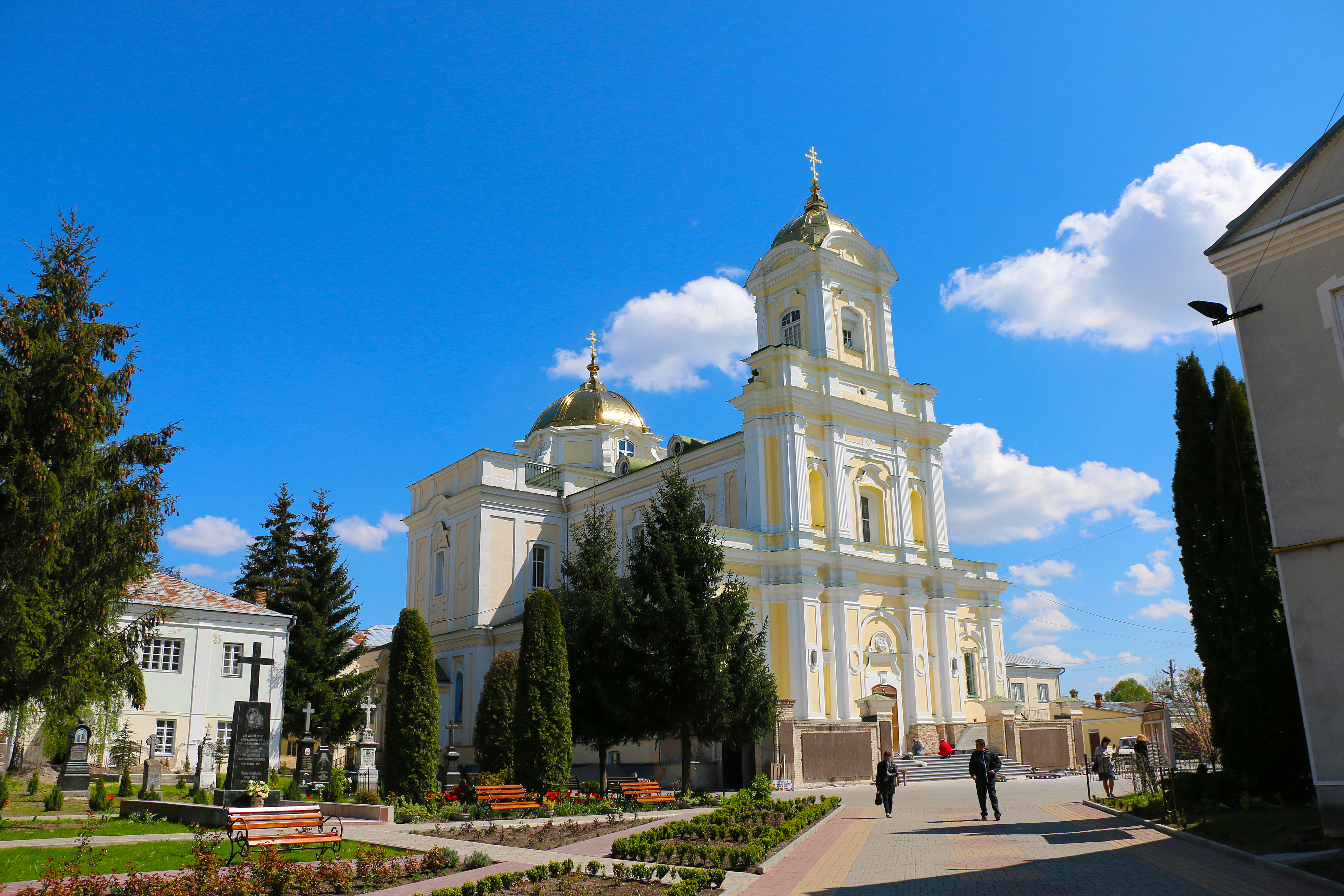
Dreifaltigkeitskathedrale (orthodox)

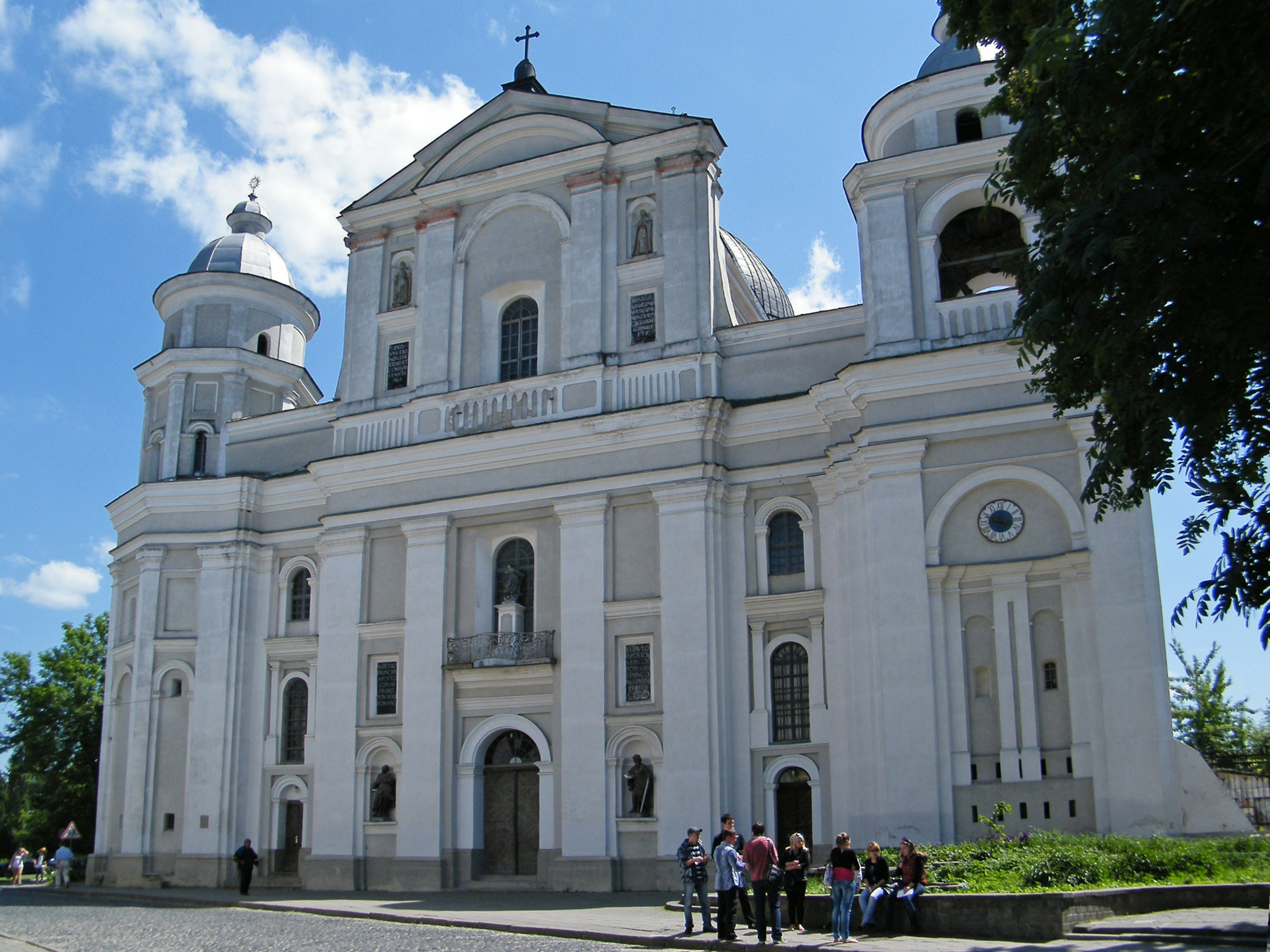
Kathedrale St. Peter und Paul (römisch-katholisch)

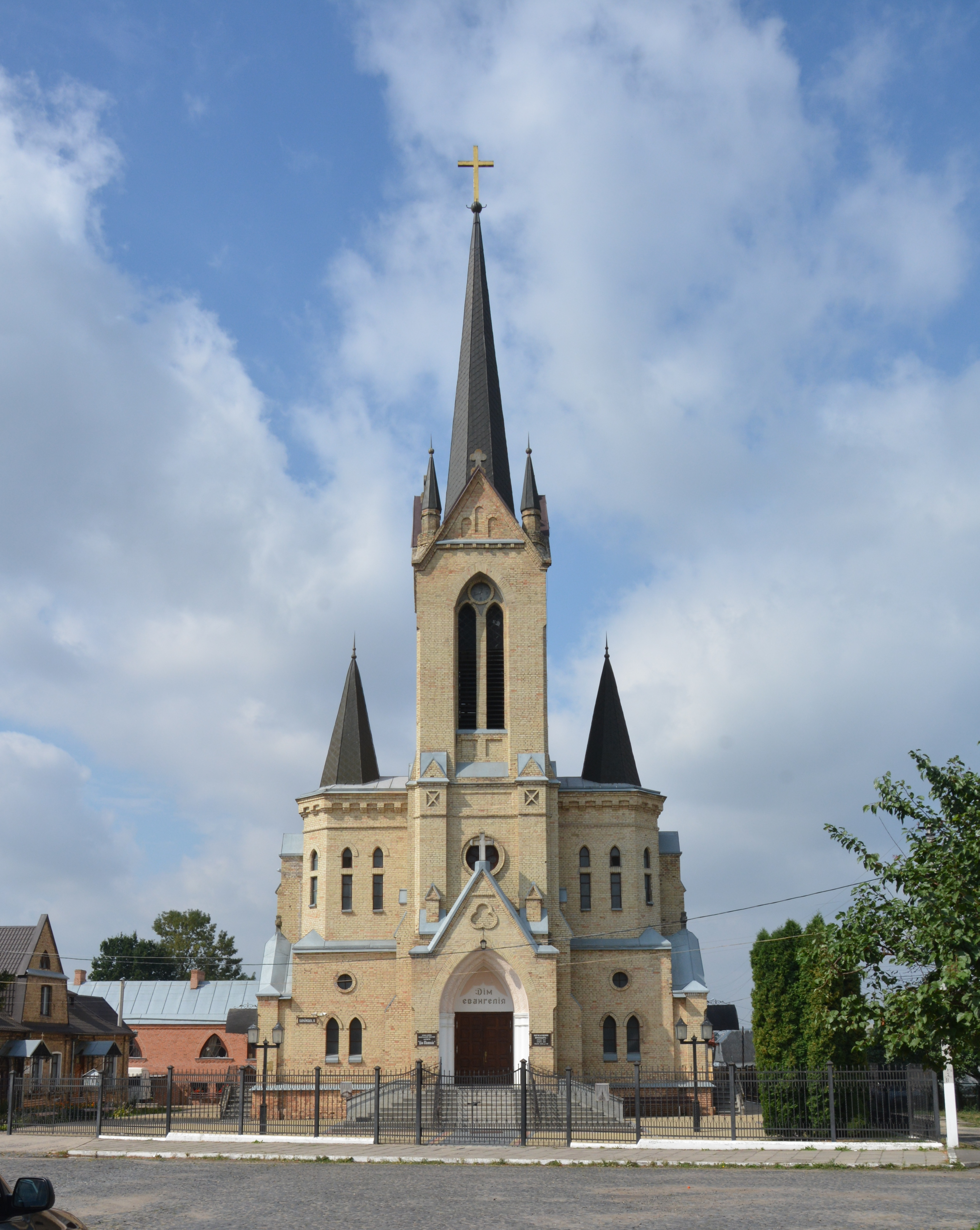
Lutherkirche (protestantisch)

- Dreifaltigkeitskathedrale (orthodox, Kiewer Patriarchat)
- Kathedrale St. Peter und Paul (römisch-katholisch)
- Lutherkirche, 19. Jahrhundert (protestantisch)
- Große Synagoge
- Baukomplex Luzker Bruderschaft mit Kreuzerhöhungskirche, 16. Jahrhundert, historisches Ensemble
- Ikonenmuseum

Profanbauten
- Liubartas-Burg, 14. Jahrhundert
- Haus des Architekten Holowan
- Marktplatz
- Lessja-Ukrajinka-Straße
- Museum der Geschichte der Landwirtschaft in Wolhynien in Rokyni

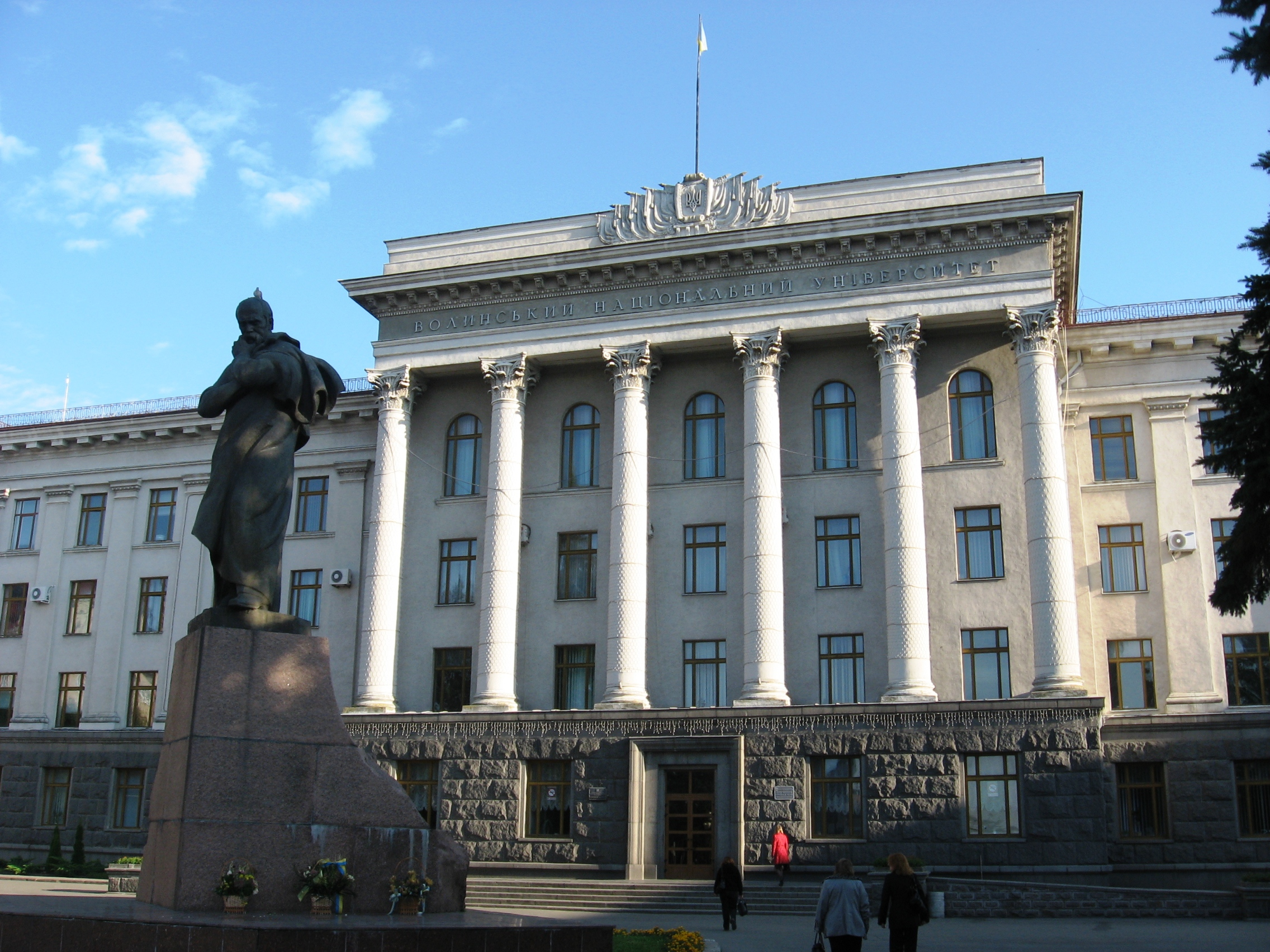
Universität
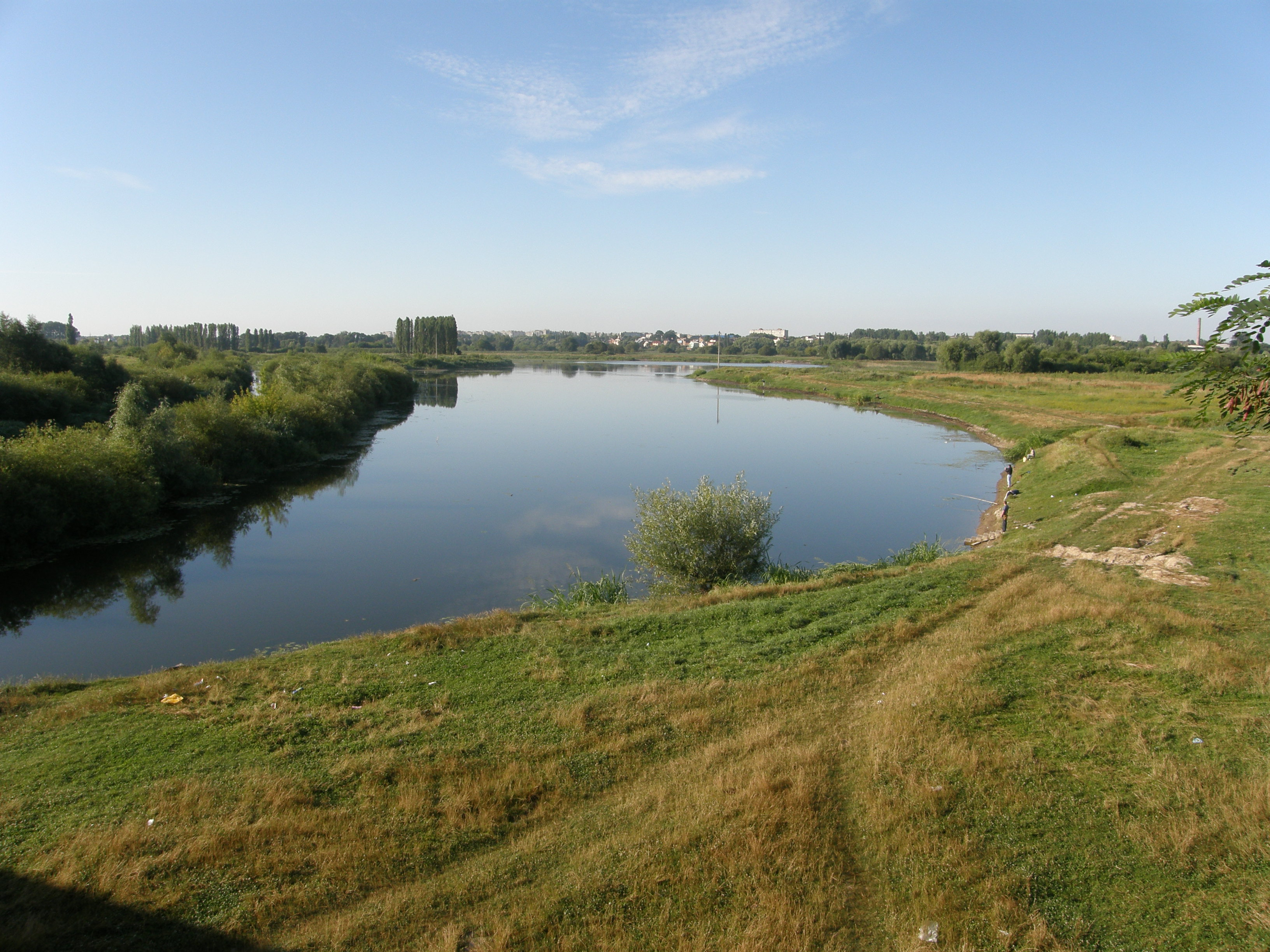
Der Styr in Luzk
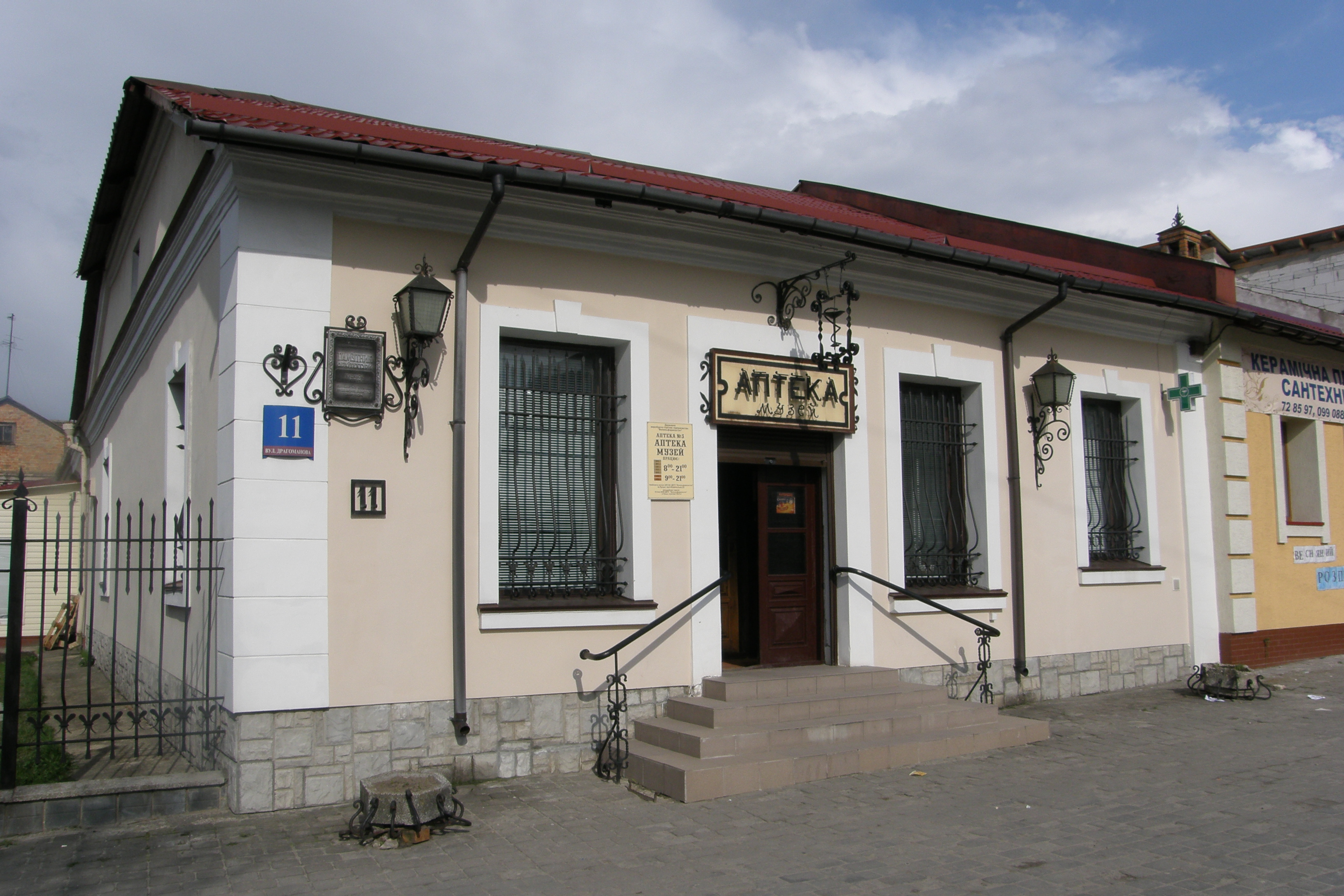
Apothekenmuseum

## Verwaltungsgliederung
Am 25. Oktober 2019 wurde die Stadt zum Zentrum der neugegründeten Stadtgemeinde Luzk (Луцька міська громада Luzka miska hromada). Zu dieser zählten auch die 4 Dörfer Datschne, Pryluzke, Sapohowe und Schabka, bis dahin bildete die Stadt die gleichnamige Stadtratsgemeinde Luzk (Луцька міська рада/Luzka miska rada) am Nordostrand des Rajons Luzk.
Am 12. Juni 2020 wurde die Stadtgemeinde um 1 Siedlung städtischen Typs und 30 weitere Dörfer erweitert.
Am 17. Juli 2020 wurde der Ort Teil des Rajons Luzk.
Folgende Orte sind neben dem Hauptort Luzk Teil der Gemeinde:
| Name                     | Name             | Name                                | Name             | Name |
| ukrainisch transkribiert | ukrainisch       | russisch                            | polnisch         |      |
| ------------------------ | ---------------- | ----------------------------------- | ---------------- | ---- |
| Antoniwka                | Антонівка        | Антоновка (Antonowka)               | Antonówka        |      |
| Boholjuby                | Боголюби         | Боголюбы (Bogoljuby)                | Bogoluby         |      |
| Bohuschiwka              | Богушівка        | Богушовка (Boguschowka)             | Boguszówka       |      |
| Bukiw                    | Буків            | Буков (Bukow)                       | Buków            |      |
| Datschne                 | Дачне            | Дачное (Datschnoje)                 | Chwojka          |      |
| Horodok                  | Городок          | Городок (Gorodok)                   | Gródek           |      |
| Iwantschyzi              | Іванчиці         | Иванчицы (Iwantschizy)              | Iwanczyce        |      |
| Klepatschiw              | Клепачів         | Клепачев (Klepatschew)              | Klepaczów        |      |
| Knjahynynok              | Княгининок       | Княгининок (Knjagininok)            | Kniahininek      |      |
| Kultschyn                | Кульчин          | Кульчин (Kultschin)                 | Kulczyn          |      |
| Lypljany                 | Липляни          | Липляны (Lipljany)                  | Liplany          |      |
| Motaschiwka              | Моташівка        | Моташовка (Motaschowka)             | Matoszówka       |      |
| Myluschi                 | Милуші           | Милуши (Miluschi)                   | Miłusze          |      |
| Myluschyn                | Милушин          | Милушин (Miluschin)                 | Miłusze          |      |
| Nebischka                | Небіжка          | Небежка (Nebeschka)                 | Niebóżka         |      |
| Ochotyn                  | Охотин           | Охотин (Ochotin)                    | Ochocin          |      |
| Oderady                  | Одеради          | Одерады                             | Oderady          |      |
| Oleksandriwka            | Олександрівка    | Александровка (Alexandrowka)        | Aleksandrówka    |      |
| Oserze                   | Озерце           | Озерцо (Oserzo)                     | Jeziorko         |      |
| Osdenisch                | Озденіж          | Оздениж                             | Ozdeniż          |      |
| Pryluzke                 | Прилуцьке        | Прилуцкое (Priluzkoje)              | Pryłućke         |      |
| Rokyni                   | Рокині           | Рокини (Rokini)                     | Rokinie          |      |
| Sabolotzi                | Заболотці        | Заболотцы (Sabolotzy)               | Zabłotce         |      |
| Saborol                  | Забороль         | Забороль                            | Zaborol          |      |
| Sapohowe                 | Сапогове         | Сапогово (Sapogowo)                 | Sapohów          |      |
| Schabka                  | Жабка            | Жабка                               | Żabka            |      |
| Schepel                  | Шепель           | Шепель                              | Szepel, Szepiel  |      |
| Schydytschyn             | Жидичин          | Жидычин (Schidytschin)              | Żydyczyn         |      |
| Sjomaky                  | Сьомаки          | Сёмаки (Sjomaki)                    | Berezie          |      |
| Smijinez                 | Зміїнець         | Змиенец (Smijenez)                  | Zmieniniec       |      |
| Syrnyky                  | Сирники          | Сырники (Syrniki)                   | Serniki          |      |
| Tarassowe                | Тарасове         | Тарасово (Tarassowo)                | Bogolubska Ferma |      |
| Welykyj Omeljanyk        | Великий Омеляник | Великий Омеляник (Weliki Omeljanik) | Wielki Omelanik  |      |
| Wsewolodiwka             | Всеволодівка     | Всеволодовка (Wsewodolowka)         | Wsiewołodówka    |      |
| Bryschtsche              | Брище            | Брище (Brischtsche)                 | Bryszcze         |      |

## Städtepartnerschaften
Luzk hat achtzehn Partnerstädte:
| Stadt      | Land                | seit |
| ---------- | ------------------- | ---- |
| Alba Iulia | Rumänien            |      |
| Bandırma   | Türkei              | 2014 |
| Białystok  | Polen               | 2013 |
| Brest      | Belarus             | 2003 |
| Chełm      | Polen               | 2014 |
| Gori       | Georgien            | 2008 |
| Kaunas     | Litauen             | 2013 |
| Kyjov      | Tschechien          | 2013 |
| Lublin     | Polen               | 1996 |
| Olsztyn    | Polen               | 1997 |
| Patras     | Griechenland        | 2013 |
| Rzeszów    | Polen               | 1991 |
| Svit       | Slowakei            |      |
| Toruń      | Polen               | 2008 |
| Trakai     | Litauen             | 2009 |
| Xiangtan   | Volksrepublik China | 2003 |
| Zamość     | Polen               | 2005 |

## Wirtschaft und Infrastruktur
Der industrielle Schwerpunkt der Stadt liegt auf dem Maschinenbau (u. a. Automobilbau) und der Leichtindustrie. An Hochschulen verfügt der Ort u. a. über eine staatliche Universität und eine industrielle Hochschule.

### Verkehr
Luzk liegt am Schnittpunkt der Europastraße 85 (ukrainische Klassifizierung: M 19) mit der N 22 und an der Eisenbahnlinie Lwiw–Luzk–Kiwerzi. Im 14 km nordöstlich der Stadt gelegenen Kiwerzi besteht Anbindung an die Strecke Kowel–Riwne–Kiew.

### Unternehmen
Im Jahr 1981 wurde am südlichen Stadtrand eine Wälzlagerfabrik gebaut und 1997 von SKF übernommen. Dort werden, vorwiegend mit deutschen Maschinen, Wälzlager mit Außendurchmesser von 45 mm bis 320 mm gefertigt. Es besteht eine enge Kooperation zum Werk in Lüchow, außerdem wurde 2009 eine Fertigungslinie von Schweinfurt hierher verlagert.
Die deutsche Firma Kromberg & Schubert führt in der Nähe von Luzk seit 2006 ein Werk zur Montage von PKW-Kabelbäumen. Ebenfalls in der Automobilbranche arbeitet das Luzker Automobilwerk (LuAZ), das beispielsweise das Amphibienfahrzeug LuAZ-967 fertigte, sowie den Bus BOGDAN, der in der Ukraine zu den meist genutzten Bussen gehört.
Der 1945 gegründete und zwischen 2008 und 2010 bzw. 2014 und 2016 komplett modernisierte Lebensmittelhersteller ПрАТ «Луцьк Фудз» (PrJSC Lutsk Foods) „produziert nicht, sondern kocht mit Liebe“ unter seinem Markennamen Руна bzw. Runa hochwertige, möglichst naturbelassene Soßen und Konserven u. a. für den Export.

## Persönlichkeiten
- Benedykt Chmielowski (1700–1763), polnischer Priester und Verfasser der ersten polnischen Enzyklopädie
- Alojzy Feliński (1771–1820), polnischer Wissenschaftler und Schriftsteller
- Abraham Firkowitsch (1787–1874), Geistliches Oberhaupt der Karaimen, Manuskriptsammler
- Józef Ignacy Kraszewski (1812–1887), polnischer Schriftsteller
- Zygmunt Szczęsny Feliński (1822–1895), Erzbischof von Warschau
- Gabriela Zapolska (1857–1921), polnische Schriftstellerin
- Lessja Ukrajinka (1871–1913), ukrainisch-russische Schriftstellerin
- Katerina Desnitzka (1886–1960), Krankenschwester im Russisch-Japanischen Krieg
- Naoum Blinder (1889–1965), russisch-amerikanischer Geiger und Musikpädagoge
- Alfred Kleindienst (1893–1978), wolhyniendeutscher Theologe
- Boris Blinder (1898–1987), US-amerikanischer Cellist
- Georg Hoffmann (1902–1988), Theologe und Rektor der Universität Kiel
- Mateusz Oks (1905–1996), Politiker
- Isaac Mamott (1907–1964), kanadischer Cellist und Musikpädagoge
- Jaroslaw Smeljakow (1913–1972), russischer Dichter
- Szymon Szurmiej (1923–2014), Schauspieler, Regisseur und Theaterleiter
- Florian Siwicki (1925–2013), polnischer Armeegeneral und Politiker
- Shmuel Shilo (1929–2011), israelischer Schauspieler und Regisseur
- Mykola Rjabtschuk (* 1953), ukrainischer Schriftsteller und Journalist
- Nelli Tarakanowa (* 1954), Ruderin
- Oksana Sabuschko (* 1960), ukrainische Schriftstellerin, Dichterin und Essayistin
- Peter Bondra (* 1968), slowakischer Eishockeyspieler
- Mykola Oleschtschuk (* 1972), Kommandeur der Ukrainischen Luftstreitkräfte
- Swetlana Sacharowa (* 1979), russische Balletttänzerin
- Wjatscheslaw Schewtschuk (* 1979), Fußballspieler
- Anatolij Tymoschtschuk (* 1979), Fußballspieler der ukrainischen Nationalmannschaft
- Ihor Hus (* 1982), Politiker
- Witalij Schafar (* 1982), Marathonläufer
- Pawlo Schwarz (* 1982), evangelischer Geistlicher
- Kateryna Hornostaj (* 1989), Filmregisseurin, Drehbuchautorin
- Iwan Banseruk (* 1990), Geher
- Jewhen Budnik (* 1990), Fußballspieler
- Olena Janowska (* 1990), Hürdenläuferin
- Olena Zjos (* 1990), Bahnradsportlerin
- Jana Belomoina (* 1990), Mountainbikerin
- Dariia Lytvishko (* 1995), Kirchenmusikerin
- Katarina Sawazka (* 2000), Tennisspielerin